# Huis te Vliet (Lopik)
Huis te Vliet  is een voormalig kasteel bij Lopikerkapel, gemeente Lopik in de Nederlandse provincie Utrecht.
De eerste vermelding stamt uit 1375. Oorspronkelijk bestond het huis uit een woontoren met 2-3 verdiepingen, door een gracht omgeven.
In 1379 werd het huis door de bisschop van Utrecht in leen gegeven aan Herman van den Damme. Hij stamde uit een oud Gelders geslacht. 
In de 16de eeuw werd de woontoren onderdeel van een buitenhuis.
Het huis werd in het rampjaar 1672 door de Fransen beschadigd, en daarna in het laatste decennium van de 17e eeuw verbouwd.
Tussen 1730 en 1744 werden de Vlaamse gevels vervangen door dakkapellen en het bovenste deel van de toren veranderd in een klokkentoren.
In het begin van de 19e eeuw werd het zuidelijke gedeelte van de 16e-eeuwse westvleugel afgebroken. In 1856 werd de westvleugel met een travee ingekort, er kwam een nieuw dak, een nieuwe voorgevel en een nieuwe ingangspartij. Tussen 1801 en 1936 was het huis in bezit van de familie Barchman Wuytiers; de laatste eigenaar uit dit geslacht liet het op 28 december 1936 veilen, waarna het een voornamelijk agrarische functie kreeg.
In 1937 wilde de eigenaar het huis tot op de eerste verdieping afbreken en een plat dak geven. Dit werd voorkomen, maar de tweede verdieping werd weggebroken en het dak een verdieping omlaag gebracht.
In het tegenwoordige huis zijn de 14e-eeuwse fundamenten en delen van het middeleeuwse muurwerk nog steeds zichtbaar. Op grondniveau zijn nog resten van de woontoren te vinden, en ook in de verschillende gevels is nog middeleeuws muurwerk aanwezig. Tot in het plafond van de eerste verdieping zijn nog zestiende-eeuwse bouwsporen aanwezig.

## Barchman Wuytiers
In 1801 kocht jhr. C.G. Barchman Wuytiers (1759-1835), lid van het geslacht Barchman Wuytiers, het huis waarna het tot 1936 in bezit van zijn geslacht zou blijven.
- Jhr. C.G. Barchman Wuytiers, heer van Vliet vanaf 1801 (1759-1835)
  - Jhr. J.W.A. Barchman Wuytiers, heer van Vliet vanaf 1836 (1788-1866)
  - Jhr. H.J.M. Barchman Wuytiers (1806-1866); trouwde in 1840 met Antonia Elisabeth van Meurs, vrouwe van Vliet vanaf 1866 door erfenis tot 1873 (1812-1893)
    - Jhr. H.C.J. Barchman Wuytiers, heer van Vliet vanaf 1873 (1843-1898); trouwde in 1873 met jkvr. J.H.A. Martens, vrouwe van Vliet vanaf 1898 (1848-1927)
    - Jhr. J.W.A. Barchman Wuytiers (1847-1926)
      - Jhr. H.J.M. Barchman Wuytiers van Vliet (1875-1916)
        - Jhr. H.C.J. Barchman Wuytiers van Vliet, heer van Vliet van 1927 tot 1936 (1907-1991)

## Foto's

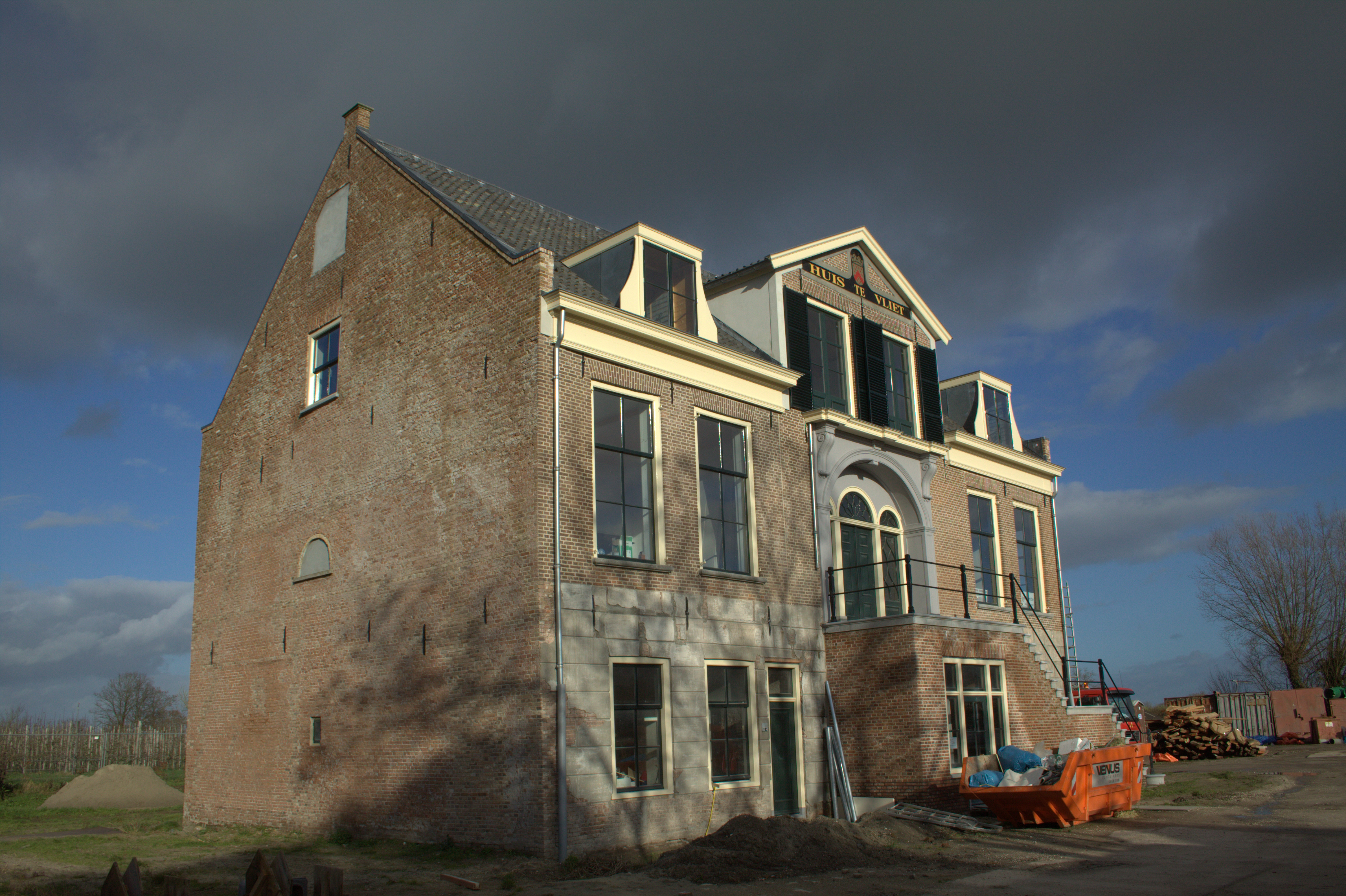
Tijdens restauratie
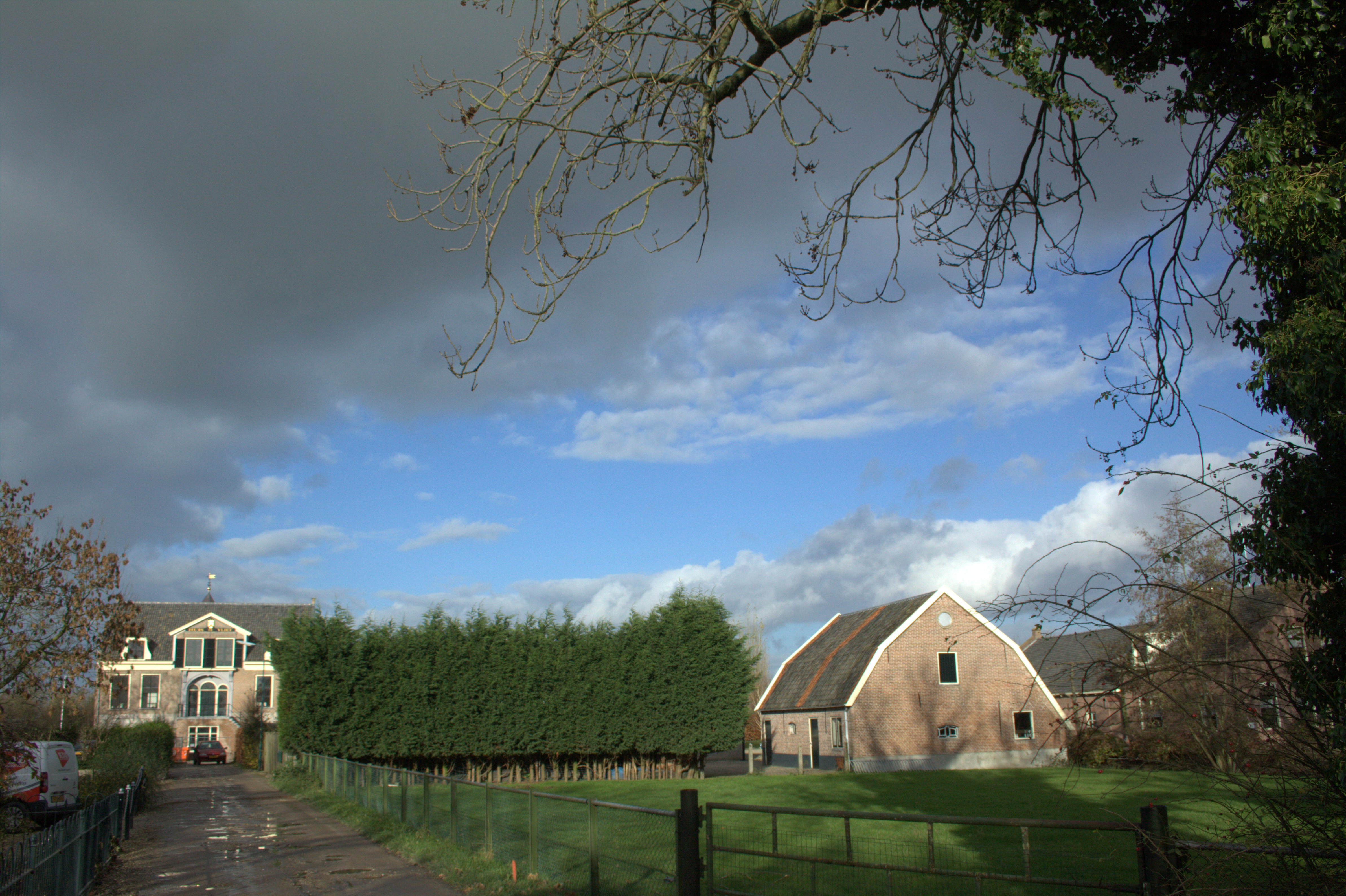
Dorpsgezicht met links het Huis te Vliet
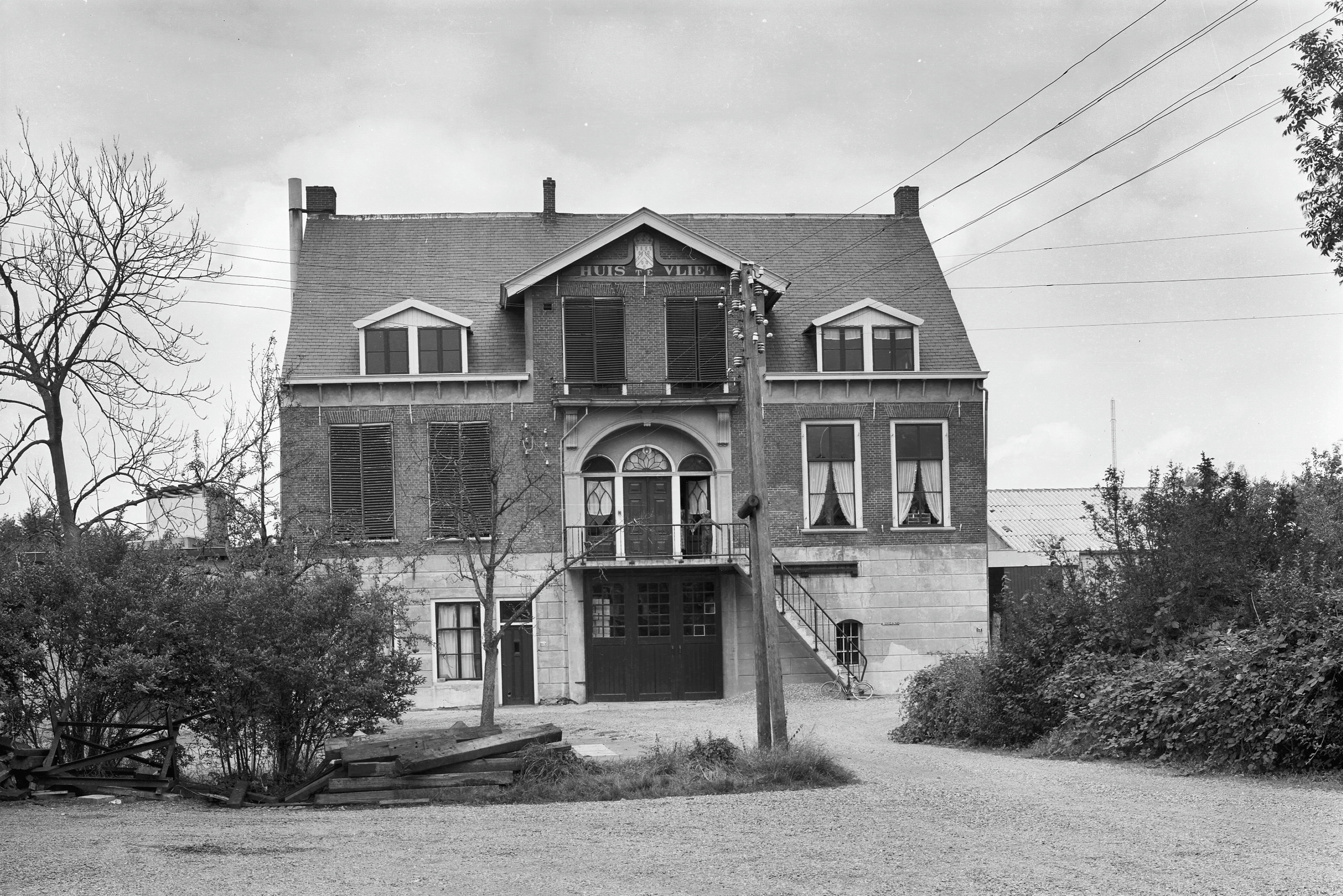
In 1966

Kasteel Ter Aa (Breukelen) ·
Aastein ·
Slot Abcoude ·
Amaliastein ·
Nieuw-Amelisweerd ·
Oud-Amelisweerd ·
Kasteel Amerongen ·
Kasteel Batestein (Harmelen) ·
Kasteel Batestein (Vianen) · 
De Beest ·
Bergestein ·
Beverweerd ·
Blasenburg ·
Blikkenburg ·
Blommesteyn ·
Bolenstein ·
Bolsweerd ·
Bottestein ·
Kasteel Broekhuizen ·
Bruinenburg ·
Huis Cammingha ·
Clarenborg ·
Coelhorst ·
De Batau ·
Dompselaer ·
Huis Doorn ·
Drakenburg (kasteel) ·
Drakensteyn ·
Kasteel Duurstede ·
Huis Ter Eem ·
Eijkelenburg ·
Emmickhuizen ·
Den Engh ·
Essenstein ·
Everstein (Everdingen) ·
Everstein (Jutphaas) ·
Den Eyck ·
Galesloot ·
Kasteel Geerestein ·
Gildenborgh ·
Kasteel Ten Goye ·
Grauwert ·
Grijpestein ·
Groenestein (Langbroek) ·
Kasteel Groeneveld (Baarn) ·
Groenewoude (Woudenberg) ·
Gunterstein ·
Kasteel de Haar ·
Kasteel Hagestein ·
Hamtoren ·
Kasteel Hardenbroek ·
Huis Harmelen ·
Ridderhofstad Heemstede ·
Kasteel Heemstede ·
Heimenberg ·
Heimerstein ·
Huis Herlaar ·
Ter Heul ·
Heulestein ·
Hindersteyn ·
Kasteel Ter Horst (Achterberg) ·
Isselt ·
Kasteel IJsselstein ·
Jagenstein ·
Kersbergen ·
Killestein ·
Kronenburg (kasteel) ·
Kasteel Levendaal ·
Lichtenberg (Woudenberg) ·
Lievendaal (Amerongen) ·
Landgoed Linschoten ·
Kasteel Linschoten ·
Lockhorst ·
Kasteel Loenersloot ·
Kasteel Lunenburg ·
Huis Maarsbergen ·
Marckenburg ·
Ter Meer ·
Ter Mey (Haarzuilens) ·
Huis te Mijdrecht ·
Huis te Mijnden ·
Kasteel Moersbergen ·
Kasteel Montfoort ·
Natewisch ·
Te Nesse ·
Kasteel Nijenrode ·
Nijenstein ·
Nijeveld ·
Noordwijk (Langbroek) ·
Huis te Oosterwijk ·
Oostwaard (Utrecht) ·
Op de Bol ·
Oud-Broekhuizen ·
Ridderhofstad Oudaan ·
Huis Oudegein ·
Oudenhorst ·
Plettenburg (kasteel) ·
Huis De Polle ·
Prattenburg ·
Kasteel Putkop ·
Randenbroek (park) ·
Remmerstein ·
Kasteel Renswoude ·
Rhijnauwen ·
Kasteel Rhijnestein ·
Huis Riebeek ·
Kasteel Rijnenburg ·
Rijnestein ·
Rijneveld ·
Kasteel Rijnhuizen ·
Rijningen ·
Huis Rijnsweerd ·
Rijpickerwaard · 
Kasteel Rijsenburg ·
De Roetert ·
Rumelaar ·
Kasteel Ruwiel ·
Royestein ·
Kasteel Sandenburg ·
Kasteel Schalkwijk ·
Kasteel Schonauwen ·
Schurenburg ·
Snaafburg ·
Snellenburg ·
Paleis Soestdijk ·
Steenhuis (Lopik) ·
Kasteel Sterkenburg ·
Stormerdijk ·
Landgoed Stoutenburg ·
Ten Massche ·
Valkenburg (Rhenen) ·
Huis te Velde ·
Kasteel Veldenstein ·
Hofstede te Vliet ·
Huis te Vleuten ·
Huis te Vliet (Lopik) ·
Huis te Vliet (Oudewater) ·
Vogelpoel ·
Huis te Voorn ·
Vredelant ·
Vronestein ·
Vuijlcop ·
Kasteel Walenburg ·
Wayenstein (Amerongen) ·
Kasteel Weerdenburg ·
Weerdesteyn ·
Weerestein ·
Hof ter Weyde ·
Wickenburgh ·
Wijnestein ·
Wiltenburg (Utrecht) ·
Kasteel van Woerden ·
Huis Woudenberg ·
Huis te Woudenberg (I) ·
Huis te Woudenberg (II) ·
Wulven ·
Kasteel Oud-Wulven ·
Wulvenhorst ·
Slot Zeist ·
Kasteel Zuilenburg ·
Zuileveld ·
Slot Zuylen ·
Huis Zuylenstein
- Virtual International Authority File: 9113153653267455900001